# Linxi (Mongolia Wewnętrzna)
Linxi (chiń. 林西县; pinyin: Línxī Xiàn) – powiat w północno-wschodnich Chinach, w regionie autonomicznym Mongolia Wewnętrzna, w prefekturze miejskiej Chifeng. W 1999 roku liczył 242 419 mieszkańców.